# Marcjonizm

Podobizna Marcjona z Synopie.

Marcjonici (marcjonizm) – bliska gnostycyzmowi grupa religijna założona około 145 roku przez Marcjona z Synopy. Szczyt ich działalności przypadał na II wiek i III wiek, choć kilka gmin przetrwało do VI wieku. Ich pismami religijnymi były Ewangelia Marcjona: przypuszczalnie edytowana przez niego Ewangelia Łukasza, która nie zawiera m.in. perykop sugerujących związek Jezusa z Bogiem Starego Testamentu (jak np. genealogii Jezusa od króla Dawida), a także listy apostoła Pawła. Była to pierwsza kompilacja pism chrześcijańskich, pierwszy kanon. W wyniku sporów z Marcjonem Kościół zaczął formować swój własny kanon.
Marcjonici, podobnie jak inni gnostycy, uznawali Jahwe za boga niebędącego bogiem kochającym, lecz surowym i „sprawiedliwym”, i twierdzili, że jest on jedynie pomniejszym bogiem Demiurgiem. Uznawali judaizm za „religię tego świata” i nie uznawali związku chrześcijaństwa z nim. Twierdzili, iż Jezus był wysłannikiem Najwyższego Boga (Bóg Miłości, Bóg Światła), nie zaś żydowskim Mesjaszem. Zaprzeczali również narodzeniu Jezusa z Marii. Miał on się pojawić po raz pierwszy jako nauczyciel w synagodze w Kafarnaum w piętnastym roku rządów Tyberiusza. Większość twierdziła za Walentynem – co później często powtarzano – że został zesłany światu, przechodząc jedynie przez Maryję.
Ich doktryna opisywała więc dwóch Bogów, istniejących obok siebie i niezależnie od siebie. „Sprawiedliwy” Bóg Izraela i „dobry” Bóg Ewangelii byli istotami przeciwstawionymi sobie, aczkolwiek nie walczącymi ze sobą. Ofiara Jezusa miała być całkowicie prawnym „wykupem” ludzi ze świata Boga Sprawiedliwego – nie była więc ofiarą ani oczyszczeniem z grzechów. W zamian za życie swego Syna, Bóg Dobry przygarniał do siebie wierzących w tego Syna ludzi; ludzi, których nie stworzył i z którymi nie miał nic wspólnego poza tym, że ich zbawiał. W ten sposób wykup chrześcijan ze świata nosił znamiona całkiem altruistycznego czynu Boga Dobrego – który z cierpiącymi pod rządami Boga Sprawiedliwego ludźmi nie miał nic wspólnego, lecz bezinteresownie chciał dla nich szczęścia. Marcjonici nie uznawali Starego Testamentu za Pismo Święte. Poglądy Marcjona skłoniły go do powściągliwości w uznaniu ksiąg kanonicznych. Choć dokładnie przestudiował Stary Testament, by znaleźć w nim argumenty świadczące na rzecz jego nauki, odrzucił go jako powstały z inspiracji niższego Boga – Demiurga. Jedyną Ewangelią, którą przyjął, była Ewangelia Łukasza, choć raziły go pierwsze rozdziały opowiadające o dzieciństwie Jezusa, który przecież zdaniem heretyckiego teologa okazał się po raz pierwszy w Kafarnaum.

## Pisarze zwalczający marcjonizm
- Tertulian – Adversus Marcionem
- Ireneusz z Lyonu – Against Heresies, III, II: quasi aquam per tubum